# Philippodexia montana
Philippodexia montana là một loài ruồi trong họ Tachinidae.